# Łosinka
Łosinka – wieś w Polsce położona w województwie podlaskim, w powiecie hajnowskim, w gminie Narew.
| SIMC    | Nazwa          | Rodzaj    |
| ------- | -------------- | --------- |
| 0036200 | Naddatki       | część wsi |
| 0036216 | Pasowe         | część wsi |
| 0036222 | Pod Nowiny     | część wsi |
| 0036239 | Pod Rzepiskami | część wsi |
| 0036245 | Podhorodysko   | część wsi |
| 0036251 | Praha          | część wsi |

Do 1934 i w latach 1952–1954 miejscowość była siedzibą gminy Łosinka. W latach 1954–1972 wieś należała i była siedzibą władz gromady Łosinka. W latach 1975–1998 miejscowość administracyjnie należała do województwa białostockiego. Wieś położona jest na równinie, trzy kilometry od Puszczy Ladzkiej. Nazwa pochodzi od rzeczki Łosinica. Według miejscowej legendy rzeczka służyła na wodopój dla łosi. Dzisiaj jest to bezimienny strumyk. Ludność jest wyznania prawosławnego, wieś posiada zabytkową cerkiew. Liczba mieszkańców stale maleje.

## Położenie i komunikacja
Łosinka znajduje się w północnej części Równiny Bielskiej, 3 kilometry od Puszczy Ladzkiej. Obszar gminy Narew jest płaskorówninny.
Wieś znajduje się około 6 kilometrów od stolicy gminy Narew i 14 kilometrów od stolicy powiatu – Hajnówki. Najbliższą czynną stacją kolejową jest Hajnówka. Przez miejscowość przechodzą drogi powiatowe: Nr 664 i 673. Pozostałe drogi są drogami gminnymi. Miejscowość jest obsługiwana przez linię autobusową PPKS Białystok – Narew – Hajnówka, linia nosi numer 1548.

## Historia

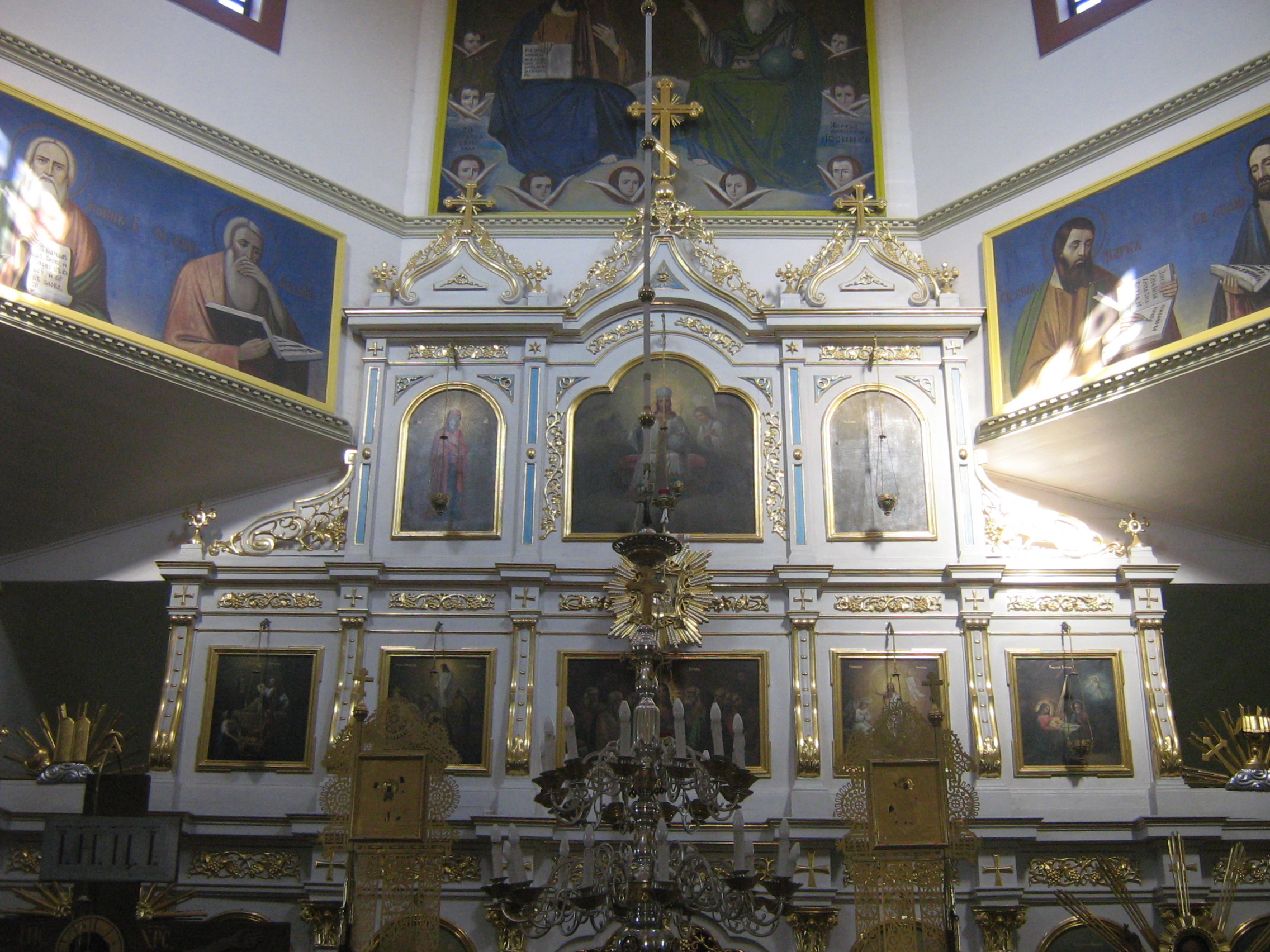
Wnętrze cerkwi

Początki osadnictwa w okolicach Łosinki sięgają początków naszej ery. 150 metrów od cmentarza znajduje się kurhan datowany na III lub IV wiek.
Miejscowe przekazy ustne powstanie wsi odnoszą do wieku XVI. W dokumentach pisanych pojawia się dopiero w 1778 z okazji konsekracji miejscowej cerkwi pod wezwaniem św. Jakuba Apostoła. Wieś liczyła wtedy „43 dymy”. W 1779 roku w Łosince istniała karczma. W 1811 roku we wsi było 38 domów.
Po  uwłaszczeniu chłopów w 1861 roku Łosinka stała się centrum gminy, obejmującej 48 wsi i osad. W 1915 roku prawie wszyscy mieszkańcy wsi wyruszyli w głąb Rosji.
Wieś została ciężko doświadczona podczas II wojny światowej. Najpierw podczas sowieckiej okupacji część mieszkańców została wywieziona na Sybir. W 1944 roku podczas trwających przez trzy dni walk o wieś pomiędzy wojskami niemieckimi a Armią Czerwoną, niemal wszystkie budynki zostały zniszczone. 22 lipca 1944 roku Łosinka została zajęta przez Armia Czerwoną. W 1945 roku sowieccy agitatorzy namawiali na wyjazd do ZSRR. Obiecywano godziwe warunki życia oraz dach nad głową. 36 rodzin wyjechało. Wbrew obietnicom większość z nich musiała wybudować sobie domy. Pracowali w kołchozach i sowchozach. Dla tych, którzy pozostali, nowa władza utrzymała kontyngenty nałożone przez niemieckiego okupanta.
W 1959 roku w Łosince mieszkało 80 rolników. We wsi znajdowała się Gromadzka Rada Narodowa, sklep, ośrodek zdrowia, drewniana cerkiew i szkoła. Wieś była wielokrotnie opisywana przez regionalny tygodnik białoruski – „Niwę”. Ośrodek zdrowia powstał w 1955 roku, posiadał tylko jedno pomieszczenie, a pracował w nim jeden lekarz. W 1976 roku oddano do użytku nowy obiekt z gabinetem lekarskim, stomatologicznym oraz gabinetami pomocniczymi. Do ośrodka należało 20 wsi, każdego dnia przyjmowano od 20 do 30 pacjentów. Od roku 2003 pracuje tu jedna pielęgniarka, a lekarz przyjeżdża dwa razy w tygodniu. We wsi funkcjonuje biblioteka.
W 1961 roku zorganizowano kółko rolnicze, do którego należało 30 gospodarzy. W 1972 kółko obsługiwało wsie: Gorodzisko, Rzepiska, Kotłówka i Kutowa. Obecnie kółko nie istnieje.
Ochotnicza Straż Pożarna powstała w 1933 roku. Istnieje po dziś dzień i należy do Krajowego systemu ratowniczo-Gaśniczego. W roku 2005 strażacy z Łosinki pomagali przy gaszeniu pożarów w Narwi, Krzywcu i Tyniewiczach.
W roku 1983 we wsi położono asfalt. W roku 1989 wybudowano wodociąg, oczyszczalnię ścieków oraz chodniki.

## Demografia

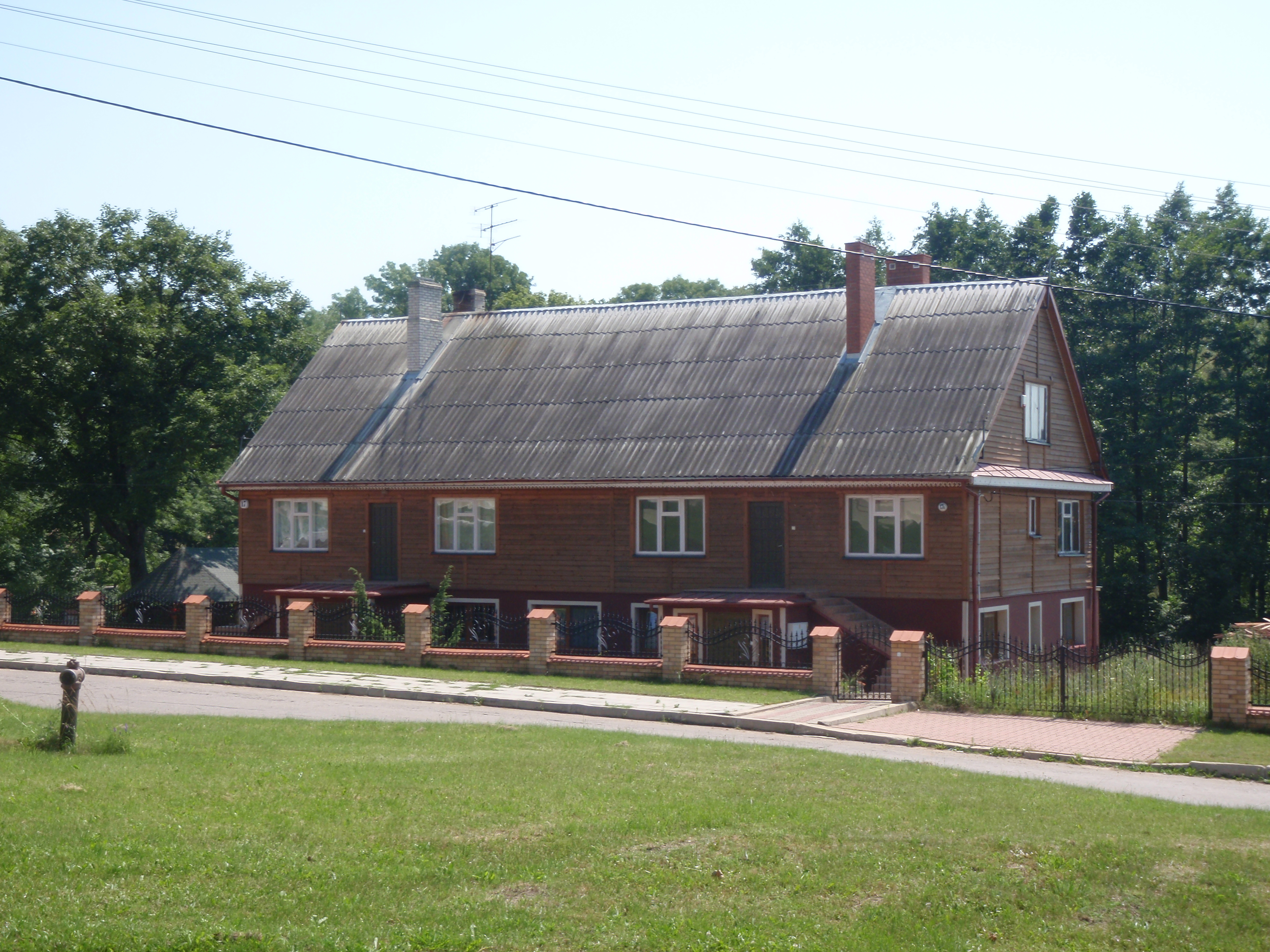
Dom w Łosince nr 17

Według spisu ludności z 30 września 1921 roku w Łosince zamieszkiwało 349 osób w 78 domach (15 domów było niezamieszkałych), 339 osób było narodowości białoruskiej, 10 narodowości polskiej.
Od II połowy XX wieku maleje liczba mieszkańców we wsi. W roku 1970 wieś zamieszkiwało 377 osób, w roku 1978 – 336 osób, w roku 1988 – 264, w roku 1998 – 261 osób. W roku 1998 zamieszkiwało 69,2% stanu roku 1970. Na początku XXI wieku nastąpił dalszy spadek, w latach 2003–2008 spadek wyniósł 11%. W roku 2008 wieś liczyła 205 mieszkańców.
W roku 1988 we wsi były 82 mieszkania, a w roku 1997 – 87. W roku 1988 liczba izb wyniosła 300 o powierzchni użytkowej 6271 m².

## Religia

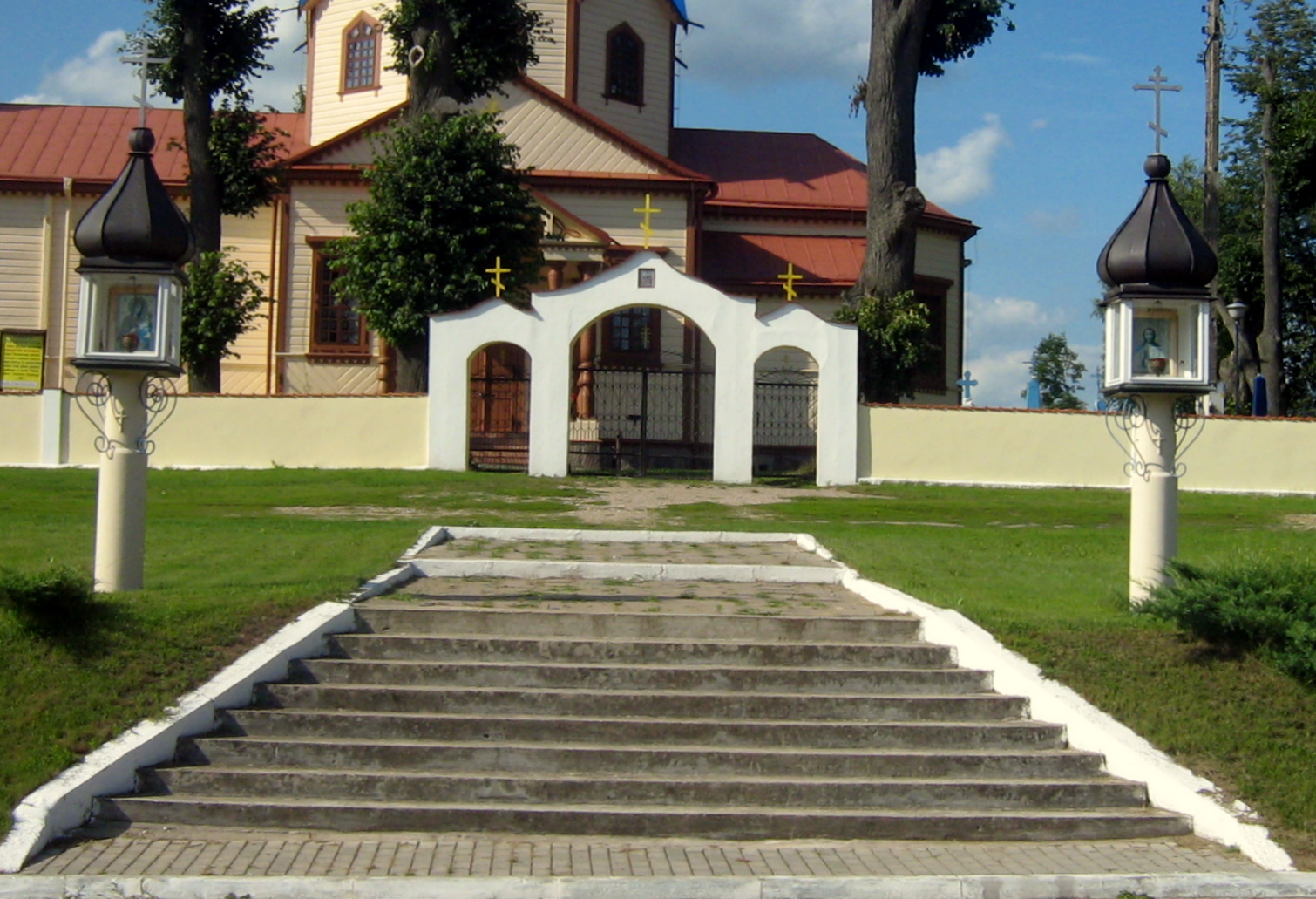

Mieszkańcy wsi są wyznania prawosławnego, należą do parafii w Łosince. Według spisu ludności z 30 września 1921 roku 348 było wyznania prawosławnego, 1 osoba była wyznania rzymskokatolickiego. Według stanu parafii z 31 grudnia 2007 roku, 157 parafian pochodziło z Łosinki.
Pierwsza wzmianka o cerkwi w Łosince pochodzi z 1778 roku, kiedy to cerkiew była konsekrowana pw. św. Jakuba Apostoła. Według Klirowoj Wiedomosti z 1847 roku, cerkiew wybudowana została staraniami Izabeli Branickiej. Niektórzy przypuszczają jednak, że cerkiew została przeniesiona z Nowoberezowa, chociaż brak dokumentów na potwierdzenie tego przypuszczenia .
Cerkiew kilkakrotnie była remontowana (1805, 1827, 1828, 1834, 1847, 1848). W 1878 roku liczba parafian wynosiła 2330 wiernych. Wzrastająca liczba parafian wymagała zbudowania nowej, większej świątyni. Nową świątynię poświęcono 30 sierpnia 1886 roku. Cerkiew ta przetrwała do dziś .
W 2007 roku parafia liczyła 964 wiernych z 19 miejscowości.

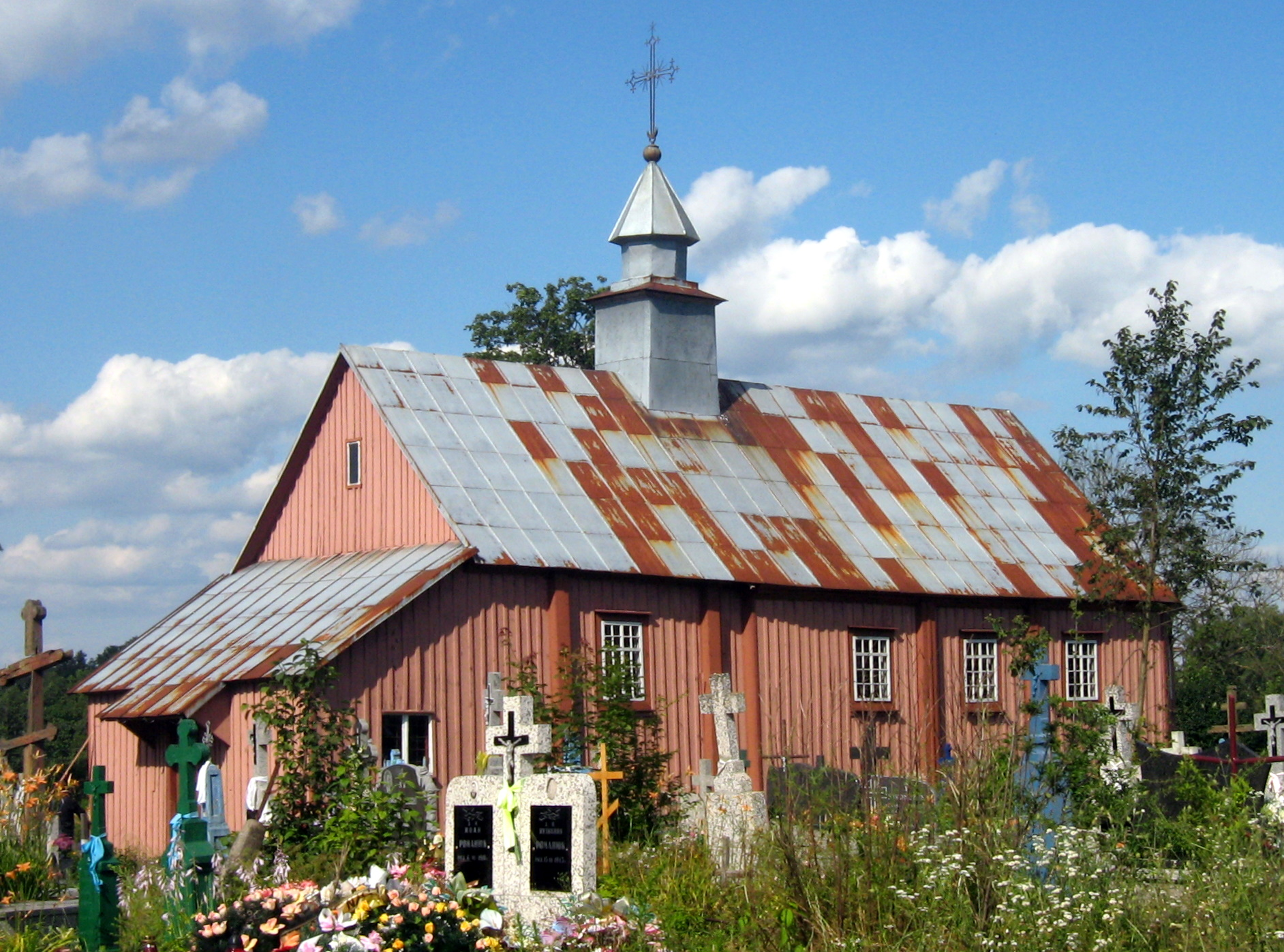
Kaplica cmentarna w Łosince

## Zabytki
Wieś posiada trzy zabytki wciągnięte na listę Narodowego Instytutu Dziedzictwa. Są to:
- parafialna cerkiew prawosławna pod wezwaniem św. Apostoła Jakuba, 1882–1886, nr rej.: A-102 z 6 grudnia 1995
- prawosławna kaplica cmentarna pod wezwaniem św. Jerzego, 1779, 1883, nr rej.: 100 (106) z 7 stycznia 1958
- stanowisko archeologiczne 1 – nr rej. 107/58 – kurhan i nr rej. 173/60 – cmentarzysko kurhanowe

Ponadto posiada następujące obiekty o wartości kulturowej uwzględnione w ewidencji Wojewódzkiego Konserwatora Zabytków:
- drewniana plebania, zbudowana w 1805, rozbudowana w 1848;
- drewniana kapliczka z początku XX wieku.

## Urodzeni w Łosince
- Sergiusz Plewa – polski polityk narodowości białoruskiej